# Arquidiocese de Escodra-Pult
A Arquidiocese de Escodra-Pult (em latim: Archidioecesis Scodrensis-Pulatensis) é uma sé metropolitana da Igreja Católica na Albânia. Em 2010 havia 164 900 batizados em uma população de cerca de 236 302 habitantes. Hoje é liderada pelo arcebispo Dom Giovanni Peragine, B.

## Território
A arquidiocese inclui a cidade de Escodra, onde se localiza a Catedral de Santo Estêvão, e no distrito de Pult.
O território está dividido em 43 paróquias.

## História
O bispo primeiro conhecido de Escodra foi Basso (387). Escodra era originalmente sufragânea de Tessalônica, que foi a sede do Primaz da Ilíria, mas quando Justiniano mudou-se para Ócrida, Escodra se tornou sua sufragânea. Na Idade Média (em cerca de 877) Escodra era uma sufragânea de Arquidiocese de Dóclea, e durante o século XI era sufragânea da Arquidiocese de Bar. Não há bispo conhecido do século VII até a metade do século XII.
Já a Diocese de Pult foi erigida em século IX e era originalmente sufragânea da Arquidiocese de Dóclea. Mais tarde, tornou-se sufragânea da Arquidiocese de Tessalônica. Entre 1340 e 1520 existiram duas dioceses de Pulati, chamadas respectivamente Pulati maior e Pulati menor.
No final do século XV, a diocese de Escodra caiu em um período de declínio e foi considerada como diocese in partibus infidelium (lugar de não crentes), e seu título foi dado a Nicola Wolf, bispo auxiliar de Treviso e depois para João de Humano, bispo auxiliar de Siracusa. No entanto, o sucessor Pietro Cardona tinha a obrigação de residir na diocese. De 1524 até 1534 a sucessão episcopal sofreu uma interrupção, seguido por um longo período de sede vacante entre 1543 e 1575. Mesmo nos anos posteriores, até 1622, a sucessão episcopal é por vezes incerta. Em 1530 a Diocese de Svač foi suprimida, e seu território foi fundido ao de Escodra. Em 20 de abril de 1641, devido à ausência de bispo, a Diocese de Drisht também deixou de existir, e seu território incorporado pela Diocese de Escodra.
Já a sucessão de bispos de Pult tornou-se incerta no final do século XV, sendo interrompida antes de meados do século XVI, e foi retomada apenas na segunda metade do século XVII, mais precisamente em 1656. A partir de 1654 tornou-se sufragânea da Arquidiocese de Bar. Em 1703, a Diocese de Pult cedeu algumas paróquias para Diocese de Sapë.
Em 14 de março de 1867, a diocese de Escodra, que estava unida aeque principaliter à Arquidiocese de Bar, foi posteriormente foi elevada à arquidiocese metropolitana, tendo como sufragâneas as dioceses de Lezhë, Pult e Sapë.
Em 23 de outubro de 1886, a Arquidiocese de Escodra foi novamente dividida pela de Bar, mas manteve-se como metropolitana, e também manteve todas as suas sufragâneas.
Em 25 de janeiro de 1930, com o breve apostólico Incumbentis Nobis, de Pio XI, foram redefinidos os limites da Arquidiocese de Escodra e da Diocese de Sapë.
Em 25 de janeiro de 2005, a Arquidiocese de Escodra, que estava unida à diocese de Pult, assumiu seu nome atual.

## Líderes

### Escodra
- Basso (mencionado em 387 aprox.)
- Senécio (mencionado em 431)
- Andrea I (indicado em 519)
- Estêvão I (mencionado em 590)
- Giovani I (mencionado no 598)
- Constâncio (mencionado em 601)
- Giorgio (mencionado em 1141 aprox.)
- Pedro I (mencionado em 1199)
- Anônimo (mencionado em 1251)
- Estêvão II (? - 18 de novembro de 1303)
- Miroslau (mencionado em 1307)
- Teodorico (mencionado em 1322)
- Pietro II (antes de 1331)
- Marco (20 de agosto de 1346 - ?)
- Martinho (? - cerca de 1367)
- Antônio de Saluzzo, O.P. (23 de abril de 1367 - ?)
- Francesco (4 de maio de 1388 - ?)
- Henrique, O.F.M. (mencionado em 1390)
- Andruíno (mencionado em 1398)
- Cristóvão, O.E.S.A. (10 de junho de 1401 - 14 de dezembro de 1401)
- Migliorino Manfredi, O.F.M. (14 de dezembro de 1401 - cerca de 1402)
- Bartolomeu Vanni, O.E.S.A. (1402 - 24 de agosto de 1403)
- Progano Printzenago (14 de agosto de 1403 - após 1405)
- João II (19 de março de 1407 - após 1440)
- Emanuele, O.P. (9 de janeiro de 1451 - após 1459)
- Tadeu Pascaligo (6 de março de 1465 - ?)
- Bartolomeu Barbarigo (9 de fevereiro de 1467 - 11 de outubro de 1471)
- Francesco II de Sanctis, O.F.M. (14 de outubro de 1471 - cerca de 1491)
- Nicolau Lupi (14 de março de 1492 - ?)
- João de Humano, O.E.S.A. (10 de março de 1511 - 10 de agosto de 1517)
- Pietro Cardona, C.R.S.A. (26 de fevereiro de 1518 - 1522)
- Girolamo Vascheri, O.F.M. (3 de outubro de 1522 - 19 de setembro de 1524)
- Antonio Beccari, O.P. (23 de setembro de 1534 - 1543)
  - Sede vacante (1543-1575)
- Teodoro Calompsi (26 de outubro de 1575 - cerca de 1578)
- Paolo Zara, O.P. (5 de março de 1582 - 1585)
- Duka Armani (13 de junho  de 1590 - ?)
- Andrea II (? - cerca de 1622)
- Domenico Andreassi, O.F.M. (23 de março de 1622 - 1637)
- Francesco Cruta (10 de setembro de 1640 - cerca de 1645)
- Gregorio Frasini, O.F.M. (10 de setembro de 1646 - cerca de 1656)
- Pjetër Bogdani (6 de março de 1656 - 8 de novembro de 1677)
- Domenico Bubić (Babić) (22 de novembro de 1677 - 1686)
- Andrea Galata (16 de setembro de 1686 - antes de 1690)
  - Marino Drago (11 de fevereiro de 1690 - 22 de dezembro de 1693) (administrador apostólico)
- Antonio Negri (de Nigris) (22 de dezembro de 1693 - 1702)
  - Peter Karagić, O.F.M. (20 de agosto de 1698 - 15 de setembro de 1698) (administrador apostólico)
- Antonio Babbi (Rabbi) (15 de janeiro de 1703 - outubro de 1728)
- Antonio Vladagni (23 de dezembro de 1729 - 1740)
- Paolo Campsi (Campsinato de Pietro) (25 de maio de 1742 - 19 de abril 1771)
- Angelo Giorgio Radovani (29 de julho de 1771 - 23 de abril de 1787)
- Francesco Borzi (23 de abril de 1787 - 11 de abril de 1791)
- Marco (Mateo) Crescesi (11 de abril de 1791 - 24 de janeiro de 1808)
- Antonio Angelo Radovani (8 de julho de 1808 - 3 de maio de 1814)
- Antonio Dodmassei (19 de dezembro de 1814 - 21 de julho de 1816)
- Nikolla Muriqi (4 de julho de 1817 - 14 de fevereiro de 1824)
- Ambrogio Bruci (24 de agosto de 1824 - 21 de junho de 1831)
- Benigno Albertini, O.F.M.Obs. (13 de abril de 1832 - 24 de agosto de 1838)
  - Antonio Bassić (11 de dezembro de 1838 - 20 de abril de 1873)[1]
- Louis Guglielmi (24 de setembro de 1839 - 27 de setembro de 1852)
  - Giovanni Topić, O.F.M.Obs. (27 de setembro de 1853[2] - 17 de janeiro de 1859)
- Louis Ciurcia, O.F.M.Obs. (17 de janeiro de 1859 - 27 de julho de 1866)
- Karl Pooten (15 de março de 1867 - 15 de janeiro de 1886)
- Guerini Pasquale (23 de novembro de 1886 - novembro de 1909)
- Giacomo Sereggi (14 de abril de 1910 - 14 de outubro de 1921)
- Lazare Miedia (19 de outubro de 1921 - 8 de julho 1935)
- Gaspare Thaci (27 de janeiro de 1936 - 25 de maio de 1946)
  - Ernesto Coba (21 de janeiro de 1952 - 15 de abril de 1979) (administrador apostólico)
- Franco Illia (25 de dezembro de 1992 - 22 de outubro de 1997)
- Angelo Massafra, O.F.M. (28 de março de 1998 - 25 de janeiro de 2005)

### Pult Maior
- Anônimo (mencionado em 877)
- Anônimo (mencionado em 1062)
- Anônimo (mencionado em 1121)
- Teodoro (antes de 1141 - após de 1167)
- Pietro I
- Giovanni (mencionado em 1199)
- Anônimo (mencionado em 1227)
- Andrea (mencionado em 1251)
- Anônimo (mencionado em 1308)
- Pietro II (mencionado em 1351)
- Nicola I (21 de abril de 1367)
- Lorenzo Portegno, OP (19 de agosto de 1370 - cerca de 1376)
- Matteo de Norcia, OESA (27 de agosto de 1376 - ?)
- Sergio (mencionado em 1391)
- Alessio (4 de novembro de 1405 - ?)
- Nicolo Zaccaria (5 de maio de 1421 - ?)
- Dusman (30 de abril de 1427 - ?)
- Nicola II (antes de 1454 - cerca de 1470)
- Estefano (26 de outubro de 1470 - ?)
- Giovanni (10 de maio de 1475 - ?)
- Martino Massarech (18 de abril de 1515 - ?)
- Isidoro Almopaveri (12 de abril de 1518 - ?)
- John Stanywell (28 de abril de 1524 - ?)
- Lorenzo Santarelli (7 de junho de 1529 - ?)
- Martino Polono, O.P. (mencionado em 1574)
  - Sede vacante (? - 1656)
- Vincenzo Giovannelli, OFM (10 de janeiro de 1656 - 1660)
- Giacinto Sezze, O.F.M. (20 de setembro de 1660 - ?)
  - Peter Tolić (29 de outubro de 1683 - ?) (vigário apostólico)
- Peter Karagić, O.F.M. (15 de setembro de 1698 - 25 de setembro de 1702)
- Marino Gini (26 de novembro de 1703 - 29 de março de 1719)
- Pietro Scurra (15 de maio de 1719 - 30 de setembro de 1720)
  - Giovanni Galata (23 de dezembro de 1720 - 15 de novembro de 1728) (administrador apostólico)
- Marco de Luchi (24 de setembro de 1731 - 9 de março de 1746)
- Serafino Torriani, O.F.M.Ref. (9 de março de 1746 - 19 de setembro de 1754)[3]
- Giorgio Giunchi (3 de janeiro de 1757 - 9 de dezembro de 1765)
- Alessandro Bianchi (27 de janeiro de 1766 - 1780)
- Giovanni Logorezzi † (2 de abril de 1781 - 26 de setembro de 1791)
- Marco Negri (26 de setembro de 1791 - 8 de julho de 1808)
- Antonio Dodmassei (8 de julho de 1808 - 19 de dezembro de 1814)
- Michalangelo Calmet (19 de dezembro de 1814 - 22 de julho de 1816)
- Pietro Ginaj (Ginnay) (4 de julho de 1817 - 1º de abril 1832)[4]
  - Sede vacante durante a administração dos bispos de Escodra (1833-1847)
- Paolo Dodmassei (30 de julho de 1847 - 1º de junho de 1858)
- Pasquale Vuičić, OFM. (1º de junho de 1858 - 7 de setembro de 1860)
- Dario Bucciarelli, O.F.M.Obs. (18 de dezembro de 1860 - 14 de junho de 1864)
- Paolo Beriscia (14 de junho de 1864 - 21 de agosto de 1869)
- Alberto Gracos, O.F.M.Ref. (24 de maio de 1870 - 22 de dezembro de 1887)
- Lorenzo de Petris Dolammare (7 de janeiro de 1889 - 5 de agosto de 1890)
- Nicola Marconi, O.F.M.Ref. (23 de dezembro de 1890 - 5 de janeiro de 1911)
- Bernardino Shlaku, O.F.M. (31 de janeiro de 1911 - 9 de novembro de 1956)
  - Sede vacante (1956-1992)
- Robert Ashta, O.F.M. (25 de dezembro de 1992 - 12 de abril de 1998)

### Pult Menor
- Anônimo (cerca de 1340)
- Giovanni, O.P. (2 de junho de 1345 - ?)
- Gregorio (indicado em 1351)
- Dusman (1427 - cerca de 1446)
- Giorgio I (22 de junho de 1446 - ?)
- Damiano (1º de setembro de 1449 - 1467)
- Margarino (7 de janeiro de 1467 - ?)
- Giorgio II
- Giovanni Cabrero
- Pietro Socchi (ou Zagno) (10 de janeiro de 1508 - ?)
- Diego, O.F.M. (10 de dezembro de 1508 - ?)
- Domenico Crutphi (mencionado em 1513)
- Majorius Somo (12 de abril de 1518 - cerca de 1520)
- Vicenzo Scalona, OSB (13 de junho de 1520 - ?)

### Escodra-Pult
- Angelo Massafra, OFM, (25 de janeiro de 2005 - 8 de janeiro de 2025)
- Giovanni Peragine, B. (8 de janeiro de 2025 - atual)

## Estatísticas
A arquidiocese, até o final de 2010, havia batizado 164.900 pessoas, em uma população de 236.302 pessoas, correspondendo a 69,8% do total.